# 周德偉
周德偉（1902年10月16日—1986年）字子若，湖南長沙人，中華民國自由主義經濟學家。湖南大學經濟系教授兼系主任，第二屆國民參政員。到台灣後曾任中華民國財政部關務署署長、行政院外匯貿易審議委員會副主任委員，並在國立台灣大學、國立政治大學兼任教授。

## 早年
1916年考入湖南第一聯合縣立中學，1919年四年級肄業。1920年入國立北京大學預科，從哲學系轉入經濟系。在北大期間，周德偉師從陶孟和、顧孟餘等北大教授。當時北大的馬克斯學說研究會，曾吸收他做會員，但很快地就退出了。是少數非左派的學生。1925年春，汪精衛在北方四處演講，宣揚中山主義，感動了周德偉。周德偉見當時的形勢，北洋政府已屆末日，只有國民黨與共產黨夠格打倒北洋政府。他不相信共產主義及唯物史觀，故加入國民黨。1928年，周德偉在天津創辦《天津雙週刊》，鼓吹實行憲政，反對軍人主政，反對打內戰，主張南方好好發展經濟、厚植實力，軍閥勢力自然會被歷史淘汰。但到了1929年「目睹當時國民黨之所謂訓政，無非新軍閥、新財閥攘奪權力，距離群眾益遠。新軍閥以蔣介石為領袖，附者盡闒庸奴才，財閥亦蔣氏一手培植……」「北洋舊財閥多以向蔣氏輸誠，滲入國民黨內分享杯羹。而才智之士，則排斥殆盡，歷朝開國規模之隘，無逾於此者……」 「當時萬念叢生，真不知如何著手，曾思獨組一自由黨闡明吾說，只使政府職權協助人民自由發展，而當時謀生不暇，資歷聲望又所不孚，不足以資號召，只有構想而已，終身無成愧恨而已。」1929年周德偉加入了以實施憲政為號召，由汪精衛、顧孟餘領導以青年知識份子為主的國民黨「改組派」秘密組織。

## 留學
1932年汪蔣復合，黨內及政界眼看前途不錯，他卻自認學識不足。他相信要救中國，必須要在經濟學上下功夫。在別人積極從事政黨活動時，他卻用功讀書，在1933年拿到鐵道部獎學金，留學英國，進入倫敦政治經濟學院，師從著名自由主義經濟學家弗里德里希·海耶克，廣讀奧國學派與北歐學派的論著。後又轉入柏林大學，用德文完成《中立貨幣論》論文。

## 返國後的經歷
1937年抗日戰爭爆發，周德偉返國任教湖南大學經濟系兼系主任。與時任湖大文學院長前北大老同學李壽雍先生，合作創辦《中國之路》半月刊，闡揚自由主義、民主、法治、人權與市場經濟等學理與主張，並對當時的共產主義或左翼社會主義、計畫經濟嚴加批評。後來在重慶任第二屆國民參政員。周德偉並在重慶大學、中央大學兼任教授。

## 在台灣的經歷
1949年到台灣。1950年擔任財政部關務署署長，並在國立台灣大學、國立政治大學兼任教授。在財政部時致力於外匯貿易改革方案，此方案於1958年尹仲容任行政院外匯貿易審議委員會主任委員、他擔任副主任委員時完成。1969年自關務署署長一職退休。
1950年代關務署署長宿舍紫藤廬成為以台大為中心的自由主義學者的聚會場所，張佛泉、殷海光、夏道平、徐道鄰等十餘位學術界人士每隔兩週在此聚會討論，有系統地介紹哈耶克的思想。周德偉譯有八十萬字哈耶克巨著《自由憲章》，殷海光並在其鼓勵之下翻譯《到奴役之路》。當時在台大就讀的李敖、陳鼓應、林毓生、張灝等亦常來紫藤廬與前輩交流。在當時蔣介石政府白色恐怖的政策下，紫藤廬常被特務監視，電話更是被監聽。在當時有些年輕人被抓走，家人朋友來請託周德偉，希望以他在黨國中的資深地位與人脈，能作保保出被抓的人。周德偉為他們打電話，求託朋友，尋求關係，但終難有效果。

## 旅居美國
1975年偕妻旅居美國加州洛杉磯。周德偉並且親筆寫下自傳《落筆驚風雨：我的一生與國民黨的點滴》，可惜僅書至其任教湖南大學而已。書中基於其第一手回憶與官方民國史、國民黨黨史有非常不同的觀點。他說：「我不寫國民黨史，國民黨將永無真史！」

## 子女
大儿子为考古学家，女兒周芷是大學聯考三類組榜首，獲選為美國國家科學院外籍院士。小兒子周渝是紫藤廬茶館創辦人。